# Rocco Talucci

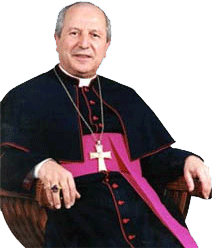
Erzbischof Rocco Talucci

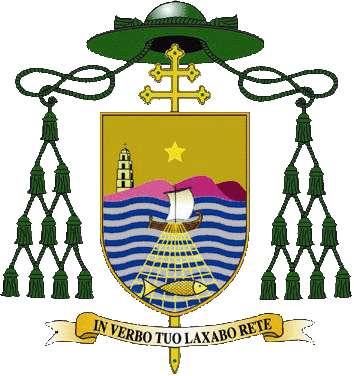
Erzbischofswappen

Rocco Talucci (* 6. November 1936 in Venosa) ist ein italienischer römisch-katholischer Geistlicher und emeritierter Erzbischof von Brindisi-Ostuni.

## Leben
Durch den Bischof von Venosa und Melfi-Rapolla, Domenico Petroni, empfing er am 9. Juli 1950 die Priesterweihe für das Bistum Melfi-Rapolla.
Papst Johannes Paul II. ernannte ihn am 25. Januar 1988 zum Bischof von Tursi-Lagonegro. Die Bischofsweihe spendete ihm am 25. März desselben Jahres der Kardinalpräfekt der Kongregation für die Bischöfe, Bernardin Gantin; Mitkonsekratoren waren Giuseppe Vairo, Erzbischof von Potenza-Muro Lucano-Marsico Nuovo, und Vincenzo Cozzi, Bischof von Melfi-Rapolla-Venosa. 
Am 5. Februar 2000 wurde er zum Erzbischof von Brindisi-Ostuni ernannt und am 8. April desselben Jahres in das Amt eingeführt. Papst Benedikt XVI. nahm am 20. Oktober 2012 seinen Rücktritt aus Altersgründen an.
Rocco Talucci ist Prior der Komturei Brindisi/Ostuni des Ritterordens vom Heiligen Grab zu Jerusalem.